# Playacar

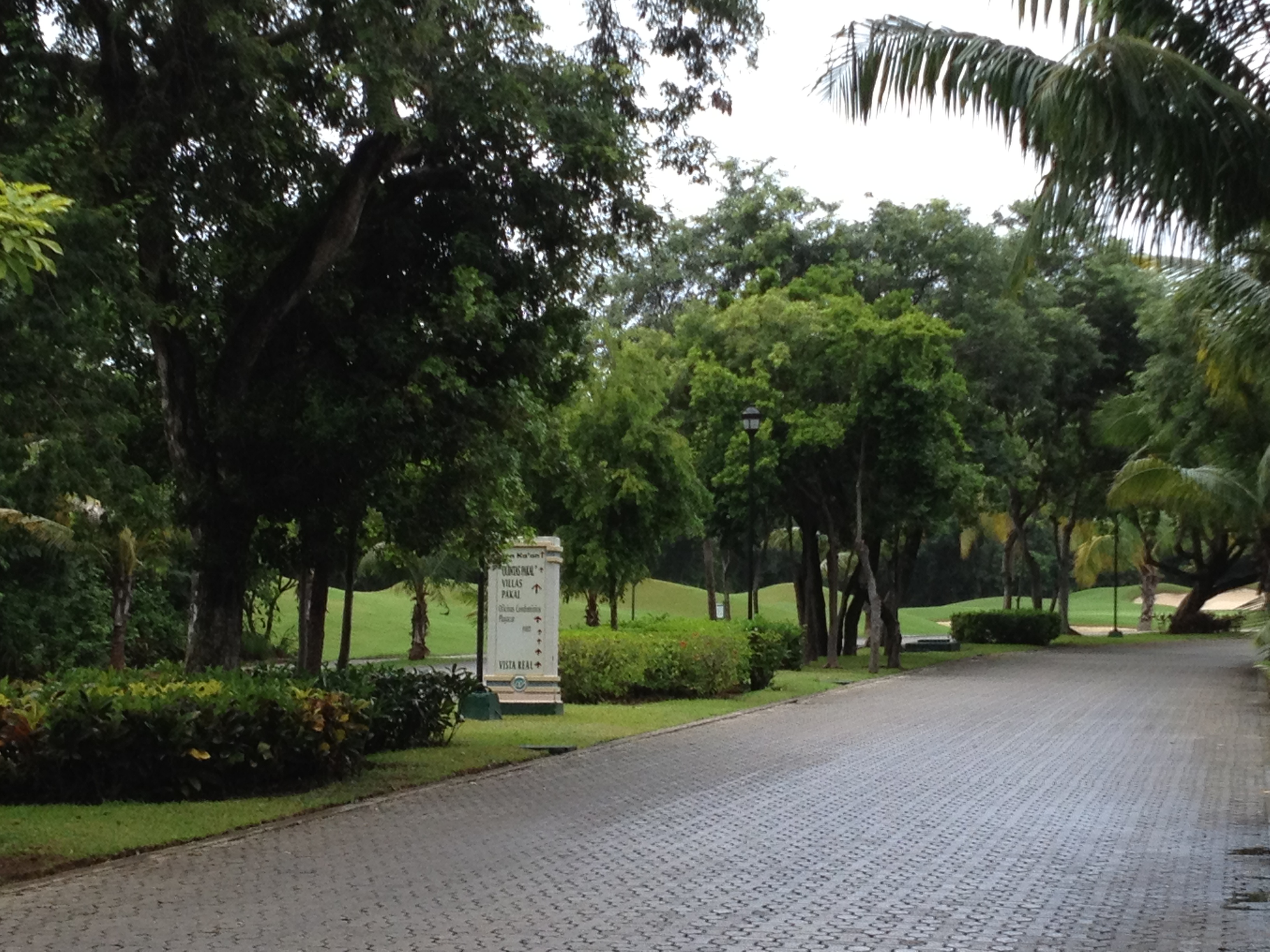
Calles de Playacar

Playacar es un exclusivo complejo turístico, que constituye la zona hotelera de Playa del Carmen. Está situado en el municipio de Solidaridad, en el Estado de Quintana Roo, México. El espacio geográfico que ocupa está delimitado de forma física y cuenta con accesos controlados, tres en total. Se ubica al sur del área urbana principal de Playa del Carmen, y ha ido creciendo a la par de la ciudad.
Se compone de dos secciones: la primera, Playacar Fase 1, ofrece villas muy exclusivas cerca del mar, con hermosas playas, cercanas al centro de Playa del Carmen. La segunda fase, Playacar Fase II, fue construido alrededor de un campo de golf diseñado por Robert von Hagge, es de mayor dimensión y ahí se encuentra la mayoría de los resorts todo incluido y villas privadas.

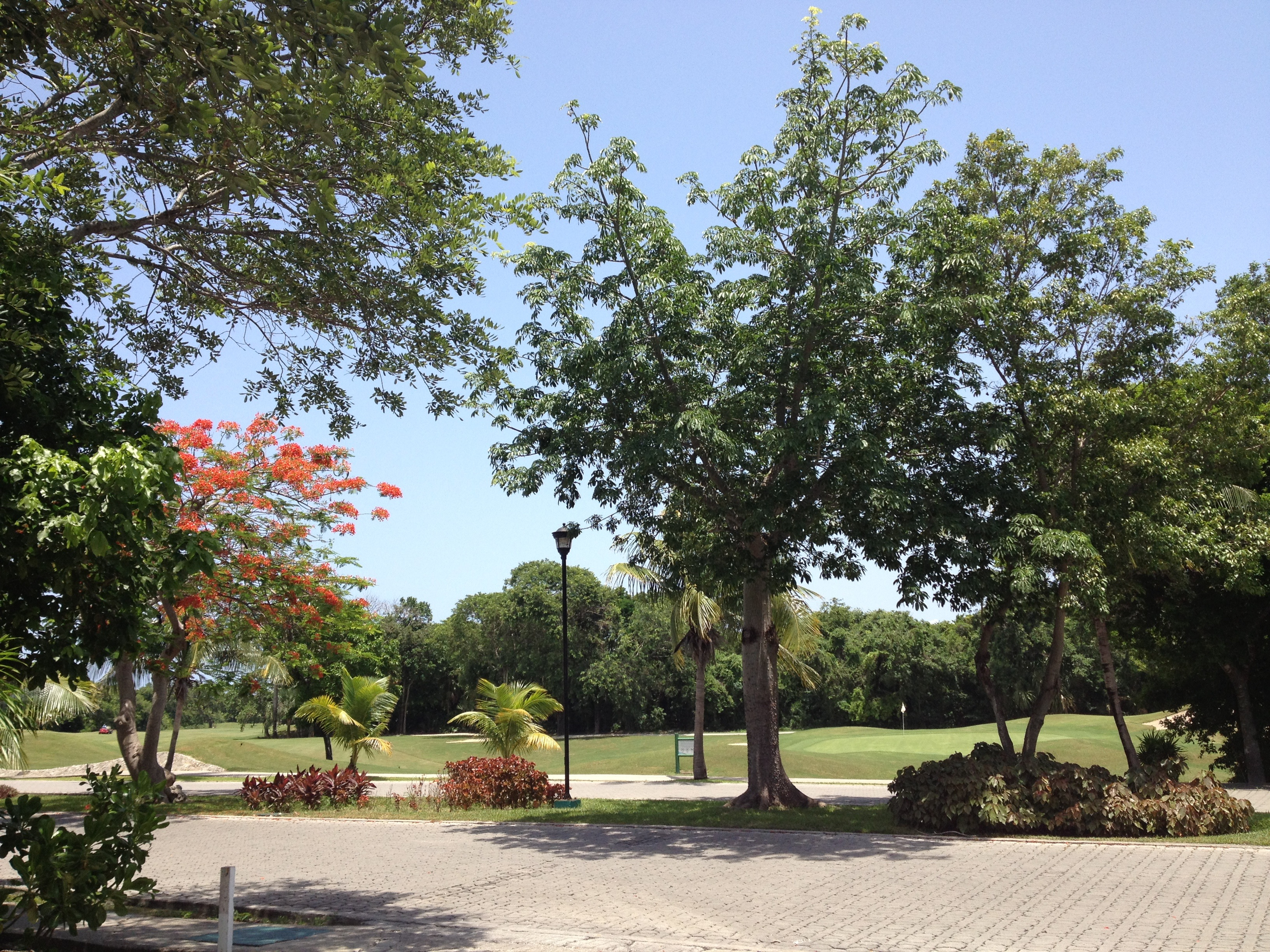
Paseo Xaman-Ha

Los hoteles que alberga Playacar son de clasificación cinco estrellas o cinco diamantes.

## En la cultura popular
En I Love New York , la sección se utiliza como lugar de filmación en el final de la temporada.